# Estación de Portazgo

Andén de la estación

Portazgo es una estación de la línea 1 del Metro de Madrid situada bajo la intersección de la Avenida de la Albufera con las calles Payaso Fofó y Josefa Díaz, entre los barrios de Numancia y Palomeras Bajas del distrito madrileño de Puente de Vallecas.

## Historia
La estación se inauguró el 2 de julio de 1962, permaneciendo como terminal de la línea hasta el 7 de abril de 1994. Es una estación frecuentada por aficionados y socios del equipo de fútbol Rayo Vallecano, ya que junto a ella está situado el Estadio de Vallecas.
Del 3 de julio al 20 de octubre de 2016, la estación permaneció cerrada por las obras de mejora de las instalaciones de la línea 1 entre las estaciones de Plaza de Castilla y Sierra de Guadalupe.
El 1 de abril de 2017 se eliminó el horario especial de todos los vestíbulos que cerraban a las 21:40 y la inexistencia de personal en dichos vestíbulos. 
El 24 de abril de 2018, se dio luz verde a la instalación de ascensores en esta estación, dentro del Plan de Accesibilidad de Metro 2016-2020. Cada uno de los dos ascensores, inaugurados el 20 de mayo de 2019,  conecta con un andén diferente a través de un pequeño vestíbulo al mismo nivel. Se aprovechó la reforma para decorar los andenes de la estación con la imagen del Rayo Vallecano, dada la cercanía de su estadio.
Desde el 24 de junio de 2023, y hasta el 14 de octubre, el tramo Nueva Numancia-Valdecarros permaneció cortado por obras. En su lugar se ha establecido un servicio sustitutivo de autobús.

## Accesos
Vestíbulo Albufera
- Albufera, pares Avda. Albufera, 108 (esquina C/ Sierra del Cadí)
- Rogelio Folgueras Avda. Albufera, 117 (esquina C/ Rogelio Folgueras)

Vestíbulo Palomeras
- Albufera, impares Avda. Albufera, 145 (esquina C/ Dolores Folgueras)
- Teniente Muñoz Díaz Avda. Albufera, 130 (esquina C/ Teniente Muñoz Díaz)

Vestíbulo Josefa Díaz
- Ascensor Av. Albufera, 125 (esquina C/ Josefa Díaz). Acceso a línea 1, dirección Valdecarros.

Vestíbulo Payaso Fofó
- Ascensor Av. Albufera, 112 (esquina C/ Payaso Fofó). Acceso a línea 1, dirección Pinar de Chamartín.

## Líneas y conexiones

### Metro
| << cabecera        | < estación     | línea | estación >   | cabecera >> |
| ------------------ | -------------- | ----- | ------------ | ----------- |
| Pinar de Chamartín | Nueva Numancia |       | Buenos Aires | Valdecarros |

### Autobuses
| Diurnos   |                    |                                             |
| Línea     | Destino            | Parada                                      |
| 54        | Congosto           | 1007 PORTAZGO-ESTADIO DE VALLECAS           |
| 58        | Santa Eugenia      | 1007 PORTAZGO-ESTADIO DE VALLECAS           |
| 103       | Ecobulevar         | 1007 PORTAZGO-ESTADIO DE VALLECAS           |
| 136       | Madrid Sur         | 1007 PORTAZGO-ESTADIO DE VALLECAS           |
| 54        | Estación de Atocha | 1008 PORTAZGO-ESTADIO DE VALLECAS           |
| 58        | Puente de Vallecas | 1008 PORTAZGO-ESTADIO DE VALLECAS           |
| 103       | El Pozo            | 1008 PORTAZGO-ESTADIO DE VALLECAS           |
| 136       | Pacífico           | 1008 PORTAZGO-ESTADIO DE VALLECAS           |
| 57        | Alto del Arenal    | 2561 AVENIDA DE LA ALBUFERA-SIERRA DEL CADÍ |
| 57        | Estación de Atocha | 2562 AVENIDA DE LA ALBUFERA-SIERRA DEL CADÍ |
| Nocturnos |                    |                                             |
| Línea     | Destino            | Parada                                      |
| N25       | Villa de Vallecas  | 1007 PORTAZGO-ESTADIO DE VALLECAS           |
| N10       | Cibeles            | 1008 PORTAZGO-ESTADIO DE VALLECAS           |
| N25       | Alonso Martínez    | 1008 PORTAZGO-ESTADIO DE VALLECAS           |

## Curiosidades
- En la película Beltenebros (película de Pilar Miró) aparece la salida de esta estación como elemento de la trama. No obstante, se trata de un anacronismo, ya que la película se desarrolla en la postguerra española (años 40) y la estación fue inaugurada en 1962.
- En la película Beltenebros, 1991, de Pilar Miró, hay un par de escenas en la que se ve la boca de metro de Portazgo. Patsy Kensit aparece subiendo los últimos peldaños de las escaleras que dan a la calle. La directora monto para la escena una falsa boca de metro, y le puso ese nombre bajo el rombo, “Portazgo”, pero en realidad ese lugar que vemos está situado en la calle de los Pirineos, en la acera de los pares, frente al actual número 19 de esa calle, a diez kilómetros de la boca de metro original, naturalmente no queda ni rastro de aquel atrezo, hasta se permitió hacer un socavón en el suelo, así la actriz simula subir los últimos escalones. Pero si miran ustedes con atención, hay detalles que aún perduran, Josephj  L. Mankiewiz lo dijo …Es fácil descubrir donde ha habido un rodaje porque el cine es como los asesinos, siempre dejan huella.